# Semёn Dežnёv
Semёn Dežnёv (Семён Дежнёв) è un film del 1983 diretto da Nikolaj Gusarov.

## Trama
Il film racconta il viaggiatore russo Semёn Dežnev, che scoprì nuove terre siberiane, salpò dalla cintura di pietra a est del continente eurasiatico e scoprì lo stretto tra l'Asia e il Nord America.